# Argentina na Copa do Mundo FIFA de 2010
A Seleção Argentina de Futebol é uma das 32 participantes da Copa do Mundo FIFA de 2010, realizada na África do Sul.

## Jogadores
| #  | Nome                   | Posição                | Idade                  | J na Sel               | Clube                  |
| -- | ---------------------- | ---------------------- | ---------------------- | ---------------------- | ---------------------- |
| 1  | Diego Pozo             | Goleiro                | 32                     | 3                      | Colón                  |
| 2  | Martín Demichelis      | Defensor               | 29                     | 25                     | Bayern Munique         |
| 3  | Clemente Rodríguez     | Defensor               | 28                     | 12                     | Estudiantes            |
| 4  | Nicolás Burdisso       | Defensor               | 29                     | 29                     | Roma                   |
| 5  | Mario Bolatti          | Meio campista          | 25                     | 5                      | Fiorentina             |
| 6  | Gabriel Heinze         | Defensor               | 32                     | 64                     | Olympique Marseille    |
| 7  | Ángel Di María         | Meio campista          | 22                     | 8                      | Benfica                |
| 8  | Juan Sebastián Verón   | Meio campista          | 35                     | 70                     | Estudiantes            |
| 9  | Gonzalo Higuaín        | Atacante               | 22                     | 5                      | Real Madrid            |
| 10 | Lionel Messi           | Atacante               | 22                     | 45                     | Barcelona              |
| 11 | Carlos Tévez           | Atacante               | 26                     | 54                     | Manchester City        |
| 12 | Ariel Garcé            | Defensor               | 30                     | 4                      | Colón                  |
| 13 | Walter Samuel          | Defensor               | 32                     | 54                     | Inter de Milão         |
| 14 | Javier Mascherano      | Meio campista          | 26                     | 57                     | Liverpool              |
| 15 | Nicolás Otamendi       | Defensor               | 22                     | 7                      | Vélez Sarsfield        |
| 16 | Sergio Aguero          | Atacante               | 22                     | 22                     | Atlético de Madrid     |
| 17 | Jonás Gutiérrez        | Meio campista          | 26                     | 16                     | Newcastle United       |
| 18 | Martín Palermo         | Atacante               | 36                     | 14                     | Boca Juniors           |
| 19 | Diego Milito           | Atacante               | 30                     | 21                     | Inter de Milão         |
| 20 | Maximiliano Rodríguez  | Meio campista          | 29                     | 36                     | Liverpool              |
| 21 | Mariano Andújar        | Goleiro                | 26                     | 4                      | Catania                |
| 22 | Sergio Romero          | Goleiro                | 23                     | 6                      | AZ Alkmaar             |
| 23 | Javier Pastore         | Meio campista          | 20                     | 1                      | Palermo                |
| T  | Diego Armando Maradona | Diego Armando Maradona | Diego Armando Maradona | Diego Armando Maradona | Diego Armando Maradona |

## Participação

### Primeira fase
| Equipe        | Pts | J | V | E | D | GP | GC | Saldo |
| ------------- | --- | - | - | - | - | -- | -- | ----- |
| Argentina     | 9   | 3 | 3 | 0 | 0 | 7  | 1  | +6    |
| Coreia do Sul | 4   | 3 | 1 | 1 | 1 | 5  | 6  | -1    |
| Grécia        | 3   | 3 | 1 | 0 | 2 | 2  | 5  | -3    |
| Nigéria       | 1   | 3 | 0 | 1 | 2 | 3  | 5  | -2    |

| 12 de junho de 2010 | Argentina | 1 – 0  | Nigéria | Ellis Park, Johannesburgo               |
| 16:00               | Heinze 6' | Súmula |         | Público: 55 686 Árbitro: Wolfgang Stark |

| 17 de junho de 2010 | Argentina                                      | 4-1    | Coreia do Sul    | Estádio Soccer City, Johannesburgo          |
| 13:30               | Chu-Young 17' (contra) · Higuaín 33', 76', 80' | Súmula | Chung-Yong 45+1' | Público: 82 175 Árbitro: Frank De Bleeckere |

| 22 de junho de 2010 | Grécia | 0-2    | Argentina                  | Estádio Peter Mokaba, Polokwane                        |
| 20:30               |        | Súmula | Demichelis 32' Palermo 43' | Público: 38 891 · Árbitro: Ravshan Irmatov Uzbequistão |

### Oitavas-de-Final
| 27 de junho de 2010 | Argentina                   | 3 – 1 | México        | Soccer City, Johannesburgo |
| 15:30               | Tevez 25' 52' · Higuaín 32' |       | Hernández 71' | Árbitro: Roberto Rossetti  |

### Quartas-de-Final
| 3 de julho de 2010 | Argentina | 0-4 | Alemanha                                                                                              | Green Point, Cidade do Cabo |
| 16:00              |           |     | Predefinição:Thomas Müller 3' · Predefinição:Miroslav Klose 67' 88' · Predefinição:Arne Friedrich 73' | Árbitro: Ravshan Irmatov    |